# Marennes, Charente-Maritime
Marennes (sentonško Maréne) je naselje in občina v zahodnem francoskem departmaju Charente-Maritime regije Poitou-Charentes. Leta 2006 je naselje imelo 5.315 prebivalcev.

## Geografija
Kraj se nahaja v pokrajini Saintonge ob izlivu reke Seudre v Biskajski zaliv, nasproti otoka Oléron, s katerim je povezan preko 3021 metrov dolgega cestnega mostu, 41 km zahodno od središča pokrajine Saintes.

## Uprava
Marennes je sedež istoimenskega kantona, v katerega so poleg njegove vključene še občine Bourcefranc-le-Chapus, Le Gua, Hiers-Brouage, Nieulle-sur-Seudre, Saint-Just-Luzac in Saint-Sornin s 13.870 prebivalci.
Kanton Marennes je sestavni del okrožja Rochefort.

## Zgodovina
Prvotno se je kraj v srednjem veku imenoval Saint-Pierre-de-Sales, njegovo ozemlje pa Terra Maritimensis, Pagus Maritimensis, kasneje Le pays de Marennes. Sčasoma se je ime ozemlja preneslo na sam kraj. 

## Zanimivosti
- Na ozemlju občine Marennes se nahaja eno najpomembnejših gojišč ostrig v Evropi - bazen Marennes-Oléron.
- cerkev Saint-Pierre-de-Sales, prvotno iz prve polovice 11. stoletja, večkrat prenovljena, danes zgrajena večinoma v klasicističnem slogu,
- renesančni dvorec Hôtel des Fermes iz 16. stoletja, francoski zgodovinski spomenik od leta 1927,
- stavba Maison de Richelieu iz sredine 17. stoletja, francoski zgodovinski spomenik (1981),
- dvorec Château de La Gataudière s parkom iz 18. stoletja, francoski zgodovinski spomenik (1949),
- trg Place Chasseloup-Laubat s kipom markiza de Chasseloup-Laubata,
- klasicistično-renesančni dvorec - nekdanji sedež okrožja (do 1926), iz 18. stoletja.

## Pobratena mesta
- Caraquet (New Brunswick, Kanada);